# Меморіал «Трагічні жнива»
Меморіал «Трагічні жнива» — меморіальний комплекс пам'яті жертв Голодомору 1932—1933 років в селі Хоружівка (Сумська область) для вшанування пам'яті жертв Голодомору 1932—1933 років та масових голодів 1921—1923 і 1946–1947 років.

## Загальні дані
Комплекс збудовано за проектом Народного художника України Анатолія Гайдамаки, скульптори — Петро Дроздовський і Микола Обезюк. Його відкрито 24 листопада 2007 року.
Розміщений по вул. Центральній, поблизу місцевої церкви.

## Опис
Архітектурний та дизайн-проект — Галерея дизайну «Аратта».
Гранітні блоки, що символізують ріллю, надала фірма «Петроімпекс».
Меморіал звели за кошти народного депутата України Петра Ющенка.
На місці меморіального комплексу встановлено 40 невеликих хрестів, які складають композицію одного великого хреста. Також тут знаходиться скульптура 5-річної скорботної дівчинки з п'ятьма колосками в руках.